# فرانكلين فارنوم
فرانكلين فارنوم (بالإنجليزية: Franklyn Farnum)‏ مواليد 5 يونيو 1878 في بوسطن، الولايات المتحدة - الوفاة 4 يوليو 1961 في كاليفورنيا، الولايات المتحدة، هو ممثل أمريكي.

## الأعمال
- أنيثينغ ونس
- الباحثون عن الذهب عام 1935
- حياة إميل زولا
- عربة الجياد
- ذاهب في طريقي
- نهاية الأسبوع المفقودة
- قصة جولسن
- اتفاقية الشرف
- السيد فيردو
- جوني بليندا
- سانسيت بوليفارد
- كل شيء عن إيف
- ها قد أتى العروس
- السيء والجميلة
- شرق عدن
- الوصايا العشر
- حول العالم في 80 يوما
- شاهد على المحاكمة
- حديث الوسائد

## روابط خارجية
- فرانكلين فارنوم على موقع IMDb (الإنجليزية)
- فرانكلين فارنوم على موقع ألو سيني (الفرنسية)
- فرانكلين فارنوم على موقع أول موفي (الإنجليزية)
- فرانكلين فارنوم على موقع قاعدة بيانات برودواي على الإنترنت (الإنجليزية)
- فرانكلين فارنوم على موقع قاعدة بيانات الأفلام السويدية (السويدية)
- فرانكلين فارنوم على موقع قاعدة بيانات الفيلم (الإنجليزية)
- فرانكلين فارنوم على موقع كينوبويسك (الروسية)